# Make It Rain (Fat Joe)
Make It Rain è l'unico singolo del rapper statunitense Fat Joe estratto dall'album Me, Myself & I. È stato prodotto da Scott Storch e vi ha partecipato Lil' Wayne.

## Informazioni
La canzone si è piazzata alla posizione n.13 nella chart Billboard Hot 100, alla n.6 nella Hot R&B/Hip-Hop Songs e alla n.2 nella Hot Rap Tracks.
Il videoclip è stato diretto da Mr. Roboto e VinCock e diretto da Nicole Acacio per la compagnia di produzione Robot Films. I cameo sono quelli di DJ Khaled, Cool & Dre, Scott Storch, Birdman, Diddy, Rick Ross, Oliver Coats, Triple C, Hennessi e Young Money.
Il remix ufficiale coi featuring di Ace Mack, Lil Wayne, Birdman, Rick Ross, R. Kelly, T.I. e DJ Khaled è stato pubblicato verso inizio 2007 e ha visto anch'esso la realizzazione di un videoclip. A un altro remix partecipano invece Lil Wayne e Trina.

## Posizioni in classifica
| Classifica (2007)                     | Posizione massima |
| ------------------------------------- | ----------------- |
| Billboard Hot 100 (USA)               | 13                |
| Billboard Hot R&B/Hip-Hop Songs (USA) | 6                 |
| Billboard Hot Rap Tracks (USA)        | 2                 |
| Billboard Pop 100 (USA)               | 26                |
| Billboard Hot Digital Songs (USA)     | 13                |
| RIANZ Singles Chart (Nuova Zelanda)   | 14                |
| World Singles Top 40                  | 37                |